# Chantal (Vorname)
Chantal ist ein weiblicher Vorname.

## Herkunft des Vornamens
Der Name leitet sich vermutlich von der heiligen Johanna Franziska von Chantal her.
Namengebend für deren Familie ist wahrscheinlich der kleine Weiler Chantal im Norden von Monthelon in Burgund. Der Name des Weilers lässt sich auf die französisierte Form des okzitanischen Wortes „cantal“ zurückführen, das aus dem Altprovenzialischen stammen könnte und „Stein“, „Mauerstein“ oder „Eckstein“ bzw. „großer Erdklumpen“ bedeutet. Einer anderen Erklärung zufolge hat es Wurzeln in der lateinischen Sprache. Mit „canthus“ wurde in Rom der eiserne Reif um ein Rad, die Radschiene, bezeichnet. Ursprünglich leitet sich das Wort canthus von griechisch κανθός her.

## Varianten
- Chantale
- Chantall
- Chantalle
- Chantel
- Chantelle
- Chanthal

## Namensträgerinnen
Chantal
- Chantal Akerman (1950–2015), belgische Filmregisseurin
- Chantal Biya (* 1970), Première Dame von Kamerun
- Chantal Blaak (* 1989), niederländische Radrennfahrerin
- Chantal Botts (* 1976), südafrikanische Badmintonspielerin
- Chantal Bournissen (* 1967), Schweizer Skirennfahrerin
- Chantal Brunner (* 1970), neuseeländische Leichtathletin
- Chantal Cavin (* 1978), Schweizer paralympische Schwimmerin
- Chantal Chawaf (* 1943), französische Schriftstellerin
- Chantal Côté (* 1964), kanadische Eisschnellläuferin und Shorttrackerin
- Chantal Dällenbach (* 1962), französische Langstreckenläuferin
- Chantal Dubs (* 1990), Schweizer Schauspielerin
- Chantal de Freitas (1967–2013), deutsche Schauspielerin
- Chantal Galladé (* 1972), Schweizer Politikerin (GLP, zuvor SP)
- Chantal Gary, (* 1988), luxemburgische Politikerin
- Chantal Goya (* 1942),  französische Schauspielerin und Sängerin
- Chantal Groot (* 1982), niederländische Schwimmerin
- Chantal Hediger (* 1974), Schweizer Malerin, Moderatorin und Schauspielerin
- Chantal Janzen (* 1979), niederländische Schauspielerin und Fernsehmoderatorin
- Chantal Jouanno (* 1969), französische Politikerin (Union des démocrates et indépendants|UDI)
- Chantal Kopf (* 1995), deutsche Politikerin (Bündnis 90/Die Grünen)
- Chantal Kreviazuk (* 1973), kanadische Sängerin und Songwriterin
- Chantal Laboureur (* 1990), deutsche Volleyball- und Beachvolleyballspielerin
- Chantal Lauby (* 1948), französische Schauspielerin, Regisseurin und Drehbuchautorin
- Chantal Louis (* 1969), deutsche Journalistin und Autorin
- Chantal Maillard (* 1951), belgisch-spanische Autorin
- Chantal Mantz (* 1996), deutsche Tischtennisspielerin
- Chantal Mathieu (* 1951), französische Harfenistin
- Chantal Mouffe (* 1943), belgische Politikwissenschaftlerin
- Chantal Neuwirth (* 1948), französische Schauspielerin
- Chantal Pelletier (* 1949), französische Schauspielerin und Schriftstellerin
- Chantal Petitclerc (* 1969), kanadische Behindertensportlerin
- Chantal-Fleur Sandjon (* 1984), afrodeutsche Autorin, Lektorin und Literaturaktivistin
- Chantal Schneidereit (* 1985), deutsche Eishockeyspielerin
- Chantal Schreiber (* 1965), österreichische Schriftstellerin
- Chantal Schröder (* 2000), deutsche Kickboxerin
- Chantal Chaudé de Silans (1919–2001), französische Schachspielerin
- Chantal Škamlová (* 1993), slowakische Tennisspielerin
- Chantal Thomas (* 1945), französische Schriftstellerin, Essayistin und Historikerin
- Chantal Vandierendonck (* 1965), niederländische Rollstuhltennisspielerin
- Chantal Wick (* 1994), Schweizer Handballspielerin

Im Doppelnamen
- Marie-Chantal Depetris-Demaille (1941–2025), französische Florettfechterin
- Marie-Chantal Miller (* 1968), englische Designerin und Illustratorin, Prinzessin von Griechenland und Dänemark

Chantel
- Chantel Clifton-Parks (* 1966/67), südafrikanische Squashspielerin
- Chantel Flanders, US-amerikanische Schauspielerin
- Chantel Jones (* 1988), US-amerikanische Fußballtorhüterin
- Chantel Malone (* 1991), britische Leichtathletin
- Chantel McGregor (* 1986), britische Bluesrock-Gitarristin und Singer-Songwriterin

Chantelle
- Chantelle Newbery (* 1977), australische Sportlerin (Wasserspringen)
- Chantelle Swaby (* 1998), jamaikanische Fußballspielerin

## Schlechter Ruf des Vornamens
Kinder und Jugendliche mit diesem Vornamen waren in Deutschland in den Jahrgängen, in denen er sehr häufig vorkam, oft Ziel von herabsetzenden Witzen. Das Phänomen ist einer der Untersuchungsgegenstände des Chantalismus. Unter dieser Bezeichnung wurden unter anderem soziologische Studien veröffentlicht, die Vorurteile gegen die Namensträgerinnen aufdeckten.